# ココス諸島

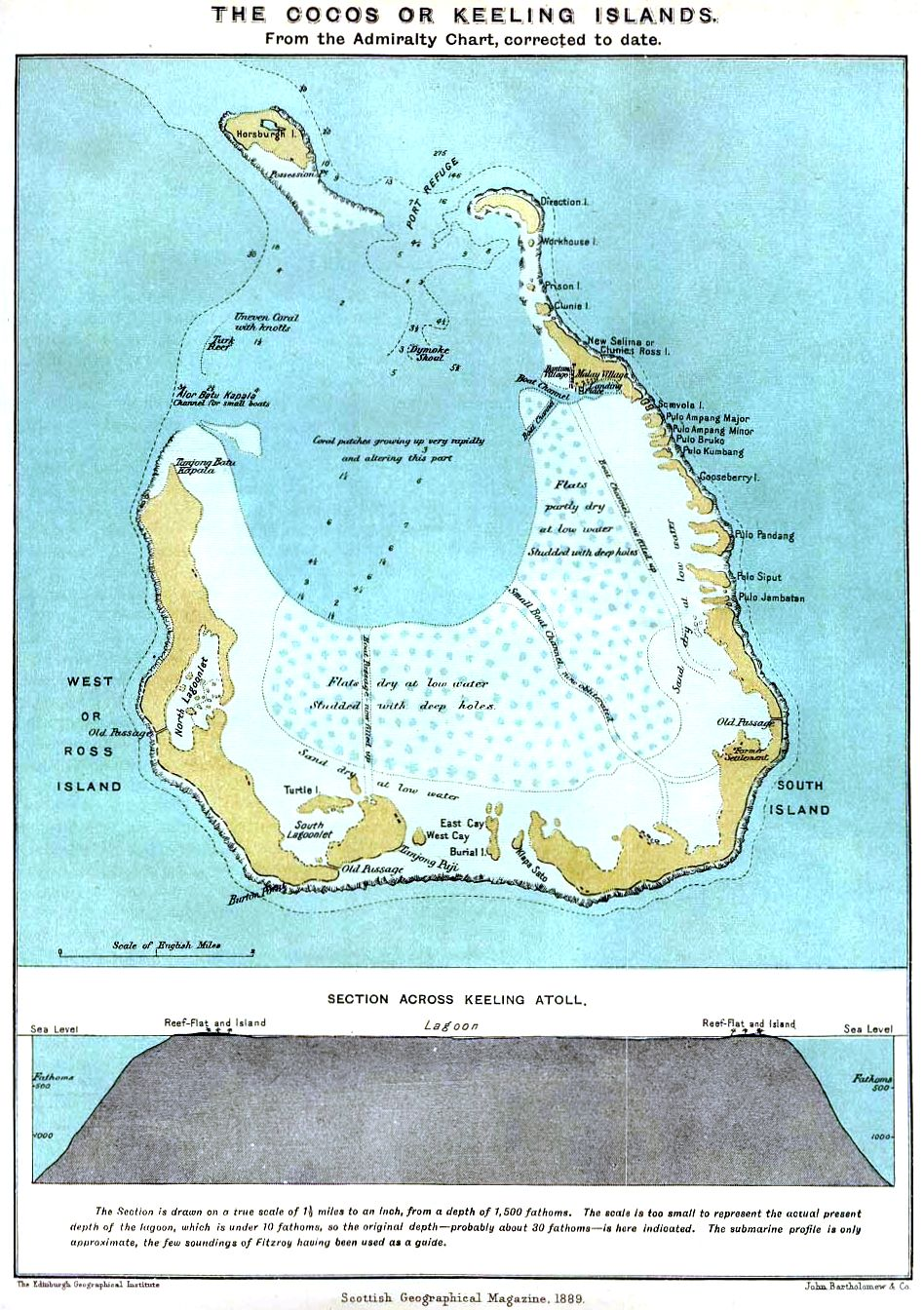
ココス諸島の地図（1889年）

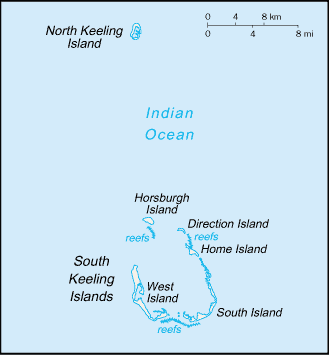
ココス諸島の地図

ココス（キーリング）諸島
Cocos (Keeling) Islands

地域の標語：Maju pulu kita
（ココスマレー語:われらの発展する島）
地域の歌：アドヴァンス・オーストラリア・フェア

ココス（キーリング）諸島（ココス（キーリング）しょとう、英語: Cocos (Keeling) Islands）は、インド洋にあるオーストラリア領の諸島である。単にココス諸島（英語: Cocos Islands）またはキーリング諸島（英語: Keeling Islands）とも。オーストラリア準州としての公式名称はココス（キーリング）諸島準州 (英語: Territory of Cocos (Keeling) Islands)。名前はココヤシに由来しコスタリカのココ島など同名の島が存在する。本諸島がイギリスの支配下に入ったのは似たような名前の諸島との取り違えによる（下記「歴史」参照）。「キーリング諸島」を付けたのはそれらと区別するためである。
2つの環礁、ノースキーリング島とサウスキーリング諸島からなる。サウスキーリング諸島はウェスト島、ホーム島、サウス島、ディレクション島、ホースバーグ島、プリズン島など多数の小さなサンゴ礁からなる。インド洋のオーストラリアとスリランカの中間に位置する。面積は14km2。
主府はウェスト島であるが、最大の集落はホーム島のバンタム村である。人口は2024年現在で625人。通貨はオーストラリア・ドル。

## 歴史

### イギリス人による「発見」
諸島は東インド会社のウィリアム・キーリング (William Keeling) が1609年に発見したと考えられているが、彼の航海日記中には島の記述は存在しない。その前後に発刊された海図から、1606年から1622年の間に見出されたのは確実である。

### ヘアによる「移住」とクルーニーズ＝ロスによる「王国樹立」
1826年にイギリス人、アレキサンダー・ヘアが約100人のマレー人を伴いこの諸島に移住した。マレー人は子供が彼の身辺の世話、大人がココヤシのプランテーションに従事させられた。ジョン・クルーニーズ＝ロス一行23人はその翌年島にやってきた。ヘアとロスが島に渡った時、ココヤシが生い茂るだけの無人島だったがココヤシの樹幹にアラビア文字が刻まれていたと言う。ロスはヘアの部下だったが、結局、ロスがヘアを島から追い出し、ロスが島の領主となり、以後ロス一家が占有していた。
進化論のチャールズ・ダーウィンは1836年、ビーグル号でココス諸島に上陸し、サンゴ礁形態の仮説を発表している。

### イギリス領に
1857年にイギリス艦隊が上陸し領有を宣言しイギリス領となった。これは同じ「ココヤシ諸島」の名を持つアンダマン諸島のココ諸島（現在ミャンマー領）を領有宣言をするのを誤ったためである。しかし外国船の侵犯に悩まされていたクルーニーズ＝ロス家はイギリスの軍事的庇護下に入ることを望んだためこの錯誤は取り消されなかった。このときはイギリス領セイロンに帰属していた。しかしクルーニーズ＝ロス家による「統治」は1886年に帰属をシンガポールに変更する際にクルーニーズ＝ロス家の「永久所有権」として認められた。

### 第一次世界大戦

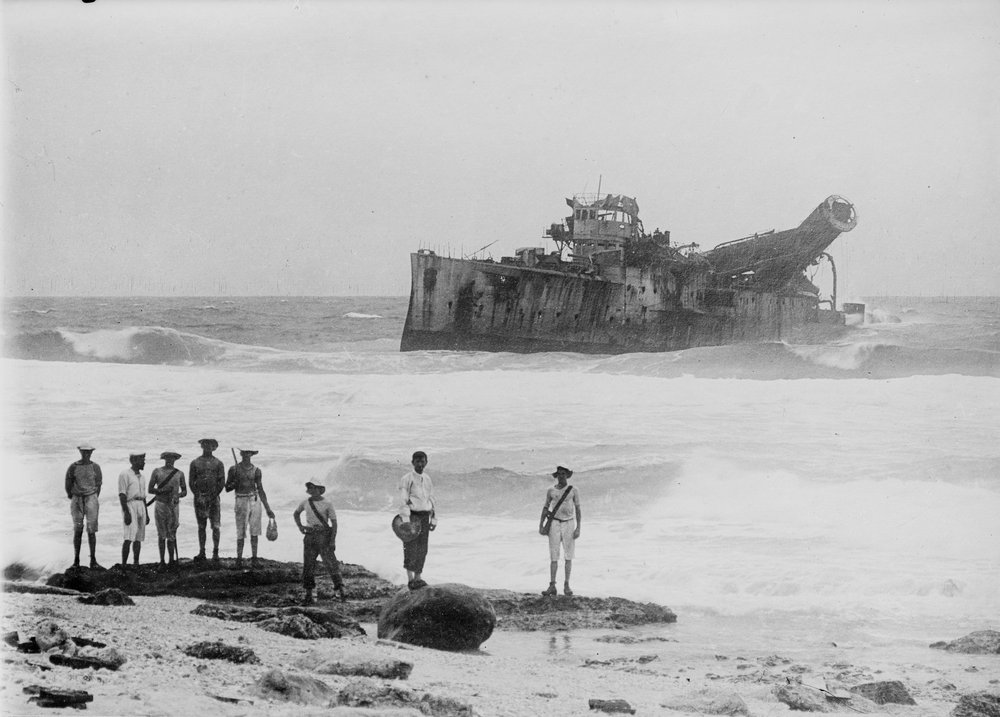
残骸となったエムデン

1914年、通商破壊作戦中のドイツ海軍の防護巡洋艦「エムデン」が1914年11月9日にディレクション島に設置されていたイギリスの洋上無線のアンテナ塔と無線基地を破壊すべく陸戦隊を組織させ、襲来したが、その合間に到着したオーストラリア海軍の軽巡洋艦「シドニー」などとの戦闘の末、エムデンはノースキーリング島南岸に大破・座礁した。エムデンからの陸戦隊は島から帆船を鹵獲して逃亡した。

### オーストラリア領に
1955年11月23日にシンガポール領からオーストラリア領に帰属が変更された。英語名の Cocos (Keeling) Islands は、他のココス島と容易に区別できるように付けられた正式呼称である。クルーニーズ＝ロス家はココス諸島の独立を望んだが、オーストラリア政府は同家による「専制支配」の終了を求め拒否した。1978年、諸島は5代目領主のジョン・セシル・クルーニーズ＝ロスによりオーストラリア政府に625万豪ドルで売却され、オーストラリア領となった。1979年にココス諸島協同組合を結成され1984年に住民投票によってオーストラリア領となり住民はオーストラリア国民となった。1986年にクルーニーズ＝ロス家は破産し、オーストラリア政府に売却していなかった屋敷を売却して、オーストラリア本土に移住。クルーニーズ＝ロス家による150年5代にわたるココス諸島の専制支配は終わった。

## 行政
ココス諸島はオーストラリアの領土であるが、名目上の管理権はオーストラリア総督にあり、クリスマス島と共に管理している。行政官はオーストラリア首相とは別にオーストラリア総督によって任命される。

## 地理

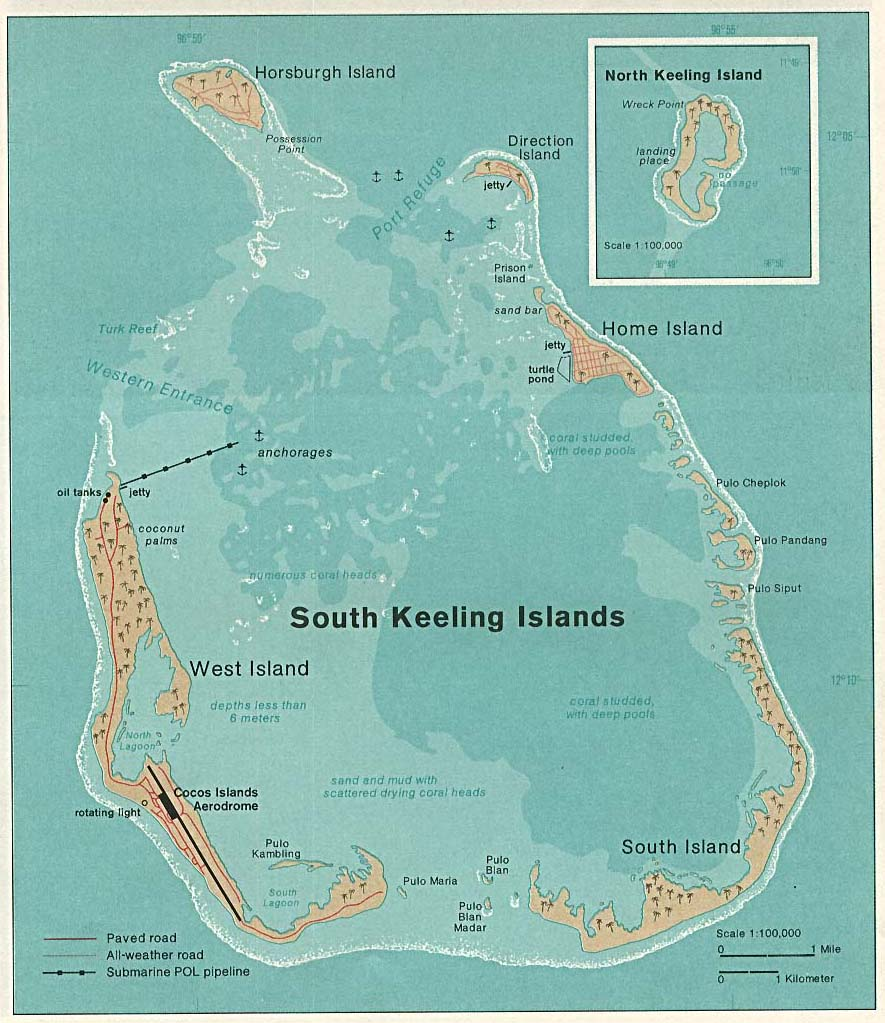
ココス諸島の地図（1976年）

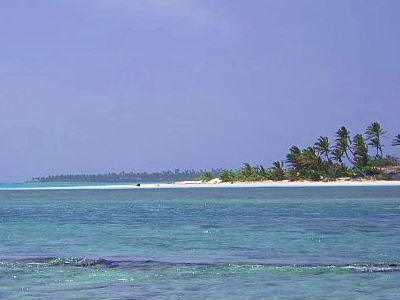
手前がプリズン島で奥に見えるのがディレクション島である

ココス諸島は概略位置南緯12度10分、東経96度50分に位置し、最も近いクリスマス島でも約900km、スマトラ島から約1000kmの距離にある。南キーリング諸島と北キーリング諸島2つの環礁からなり、最高地点（サウス島北部）でも海抜9mしかなく、ココヤシの木などが密生している。

### 気候
ケッペンの気候区分では熱帯モンスーン気候（Am）に属する。
| ココス諸島（West Point）の気候 | ココス諸島（West Point）の気候 | ココス諸島（West Point）の気候 | ココス諸島（West Point）の気候 | ココス諸島（West Point）の気候 | ココス諸島（West Point）の気候 | ココス諸島（West Point）の気候 | ココス諸島（West Point）の気候 | ココス諸島（West Point）の気候 | ココス諸島（West Point）の気候 | ココス諸島（West Point）の気候 | ココス諸島（West Point）の気候 | ココス諸島（West Point）の気候 | ココス諸島（West Point）の気候 |
| 月                             | 1月                            | 2月                            | 3月                            | 4月                            | 5月                            | 6月                            | 7月                            | 8月                            | 9月                            | 10月                           | 11月                           | 12月                           | 年                             |
| ------------------------------ | ------------------------------ | ------------------------------ | ------------------------------ | ------------------------------ | ------------------------------ | ------------------------------ | ------------------------------ | ------------------------------ | ------------------------------ | ------------------------------ | ------------------------------ | ------------------------------ | ------------------------------ |
| 最高気温記録 °C （°F）         | 32.0 (89.6)                    | 32.4 (90.3)                    | 32.1 (89.8)                    | 31.9 (89.4)                    | 31.2 (88.2)                    | 30.5 (86.9)                    | 29.7 (85.5)                    | 29.8 (85.6)                    | 29.8 (85.6)                    | 30.1 (86.2)                    | 31.1 (88)                      | 31.2 (88.2)                    | 32.4 (90.3)                    |
| 平均最高気温 °C （°F）         | 29.5 (85.1)                    | 29.8 (85.6)                    | 29.8 (85.6)                    | 29.6 (85.3)                    | 29.1 (84.4)                    | 28.4 (83.1)                    | 27.9 (82.2)                    | 27.9 (82.2)                    | 28.1 (82.6)                    | 28.6 (83.5)                    | 28.9 (84)                      | 29.3 (84.7)                    | 28.9 (84)                      |
| 平均最低気温 °C （°F）         | 24.6 (76.3)                    | 24.9 (76.8)                    | 25.1 (77.2)                    | 25.0 (77)                      | 24.8 (76.6)                    | 24.2 (75.6)                    | 23.8 (74.8)                    | 23.7 (74.7)                    | 23.6 (74.5)                    | 24.0 (75.2)                    | 24.2 (75.6)                    | 24.5 (76.1)                    | 24.4 (75.9)                    |
| 最低気温記録 °C （°F）         | 21.1 (70)                      | 20.1 (68.2)                    | 19.8 (67.6)                    | 19.6 (67.3)                    | 19.4 (66.9)                    | 20.1 (68.2)                    | 20.4 (68.7)                    | 18.3 (64.9)                    | 19.0 (66.2)                    | 20.6 (69.1)                    | 19.3 (66.7)                    | 21.2 (70.2)                    | 18.3 (64.9)                    |
| 降水量 mm （inch）             | 205.7 (8.098)                  | 172.8 (6.803)                  | 248.7 (9.791)                  | 250.0 (9.843)                  | 186.8 (7.354)                  | 208.9 (8.224)                  | 197.1 (7.76)                   | 118.4 (4.661)                  | 84.1 (3.311)                   | 50.9 (2.004)                   | 98.5 (3.878)                   | 116.6 (4.591)                  | 1,938.5 (76.318)               |
| 平均降水日数 （≥0.1 mm）       | 14                             | 14                             | 18                             | 18                             | 19                             | 19                             | 20                             | 17                             | 14                             | 11                             | 12                             | 11                             | 187                            |
| 出典：Deutscher Wetterdienst   |                                |                                |                                |                                |                                |                                |                                |                                |                                |                                |                                |                                |                                |

## 経済
ココナッツがココス諸島唯一の換金作物で、環礁の至る所で栽培されている。農業はなく、時給で小さな菜園や漁業がある程度で、食料品などの品物の多くはオーストラリアからの輸入に頼っている。外貨を稼ぐための切手の販売は1990年代に入って中止された。
近年では観光産業に力を入れており、美しい珊瑚礁の海はダイビングスポットとして注目されている。
またココス諸島は海底電線およびヨハネスブルグとシドニー間を結ぶ定期空路の中継地でもあり、インド洋上での数少ない気象観測地でもある。

## 交通

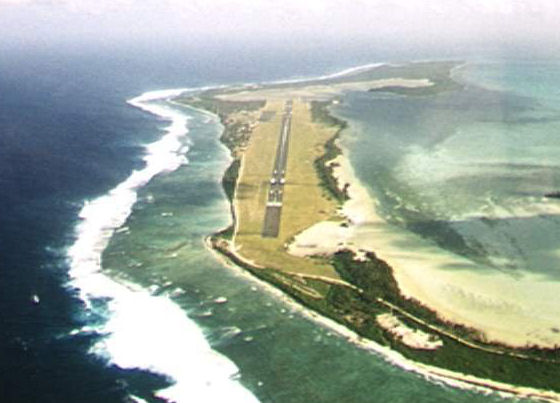
ココス国際空港

ウェスト島にココス島国際空港があり、パースとクリスマス島を結ぶ定期空路が運航されている。

## 住民

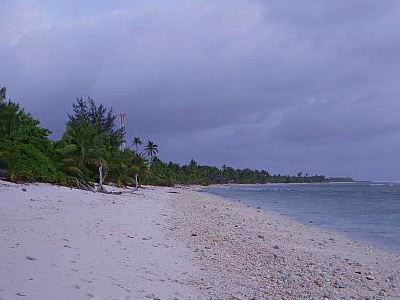
ウェスト島

2005年現在、人が住む島はウェスト島とホーム島の2島だけである。ウェスト島はオーストラリアから来た白人がほとんどである。ホーム島はココナッツのプランテーションの労働としてマレーシアから連れて来たマレー系の住民がほとんどである。マレー系が66%、オーストラリア系白人が33%でジャワ人や中国人もいる。
公用語は英語で、他にマレー語など。
宗教はイスラム教80%、ほかキリスト教。